# Lachsersatz

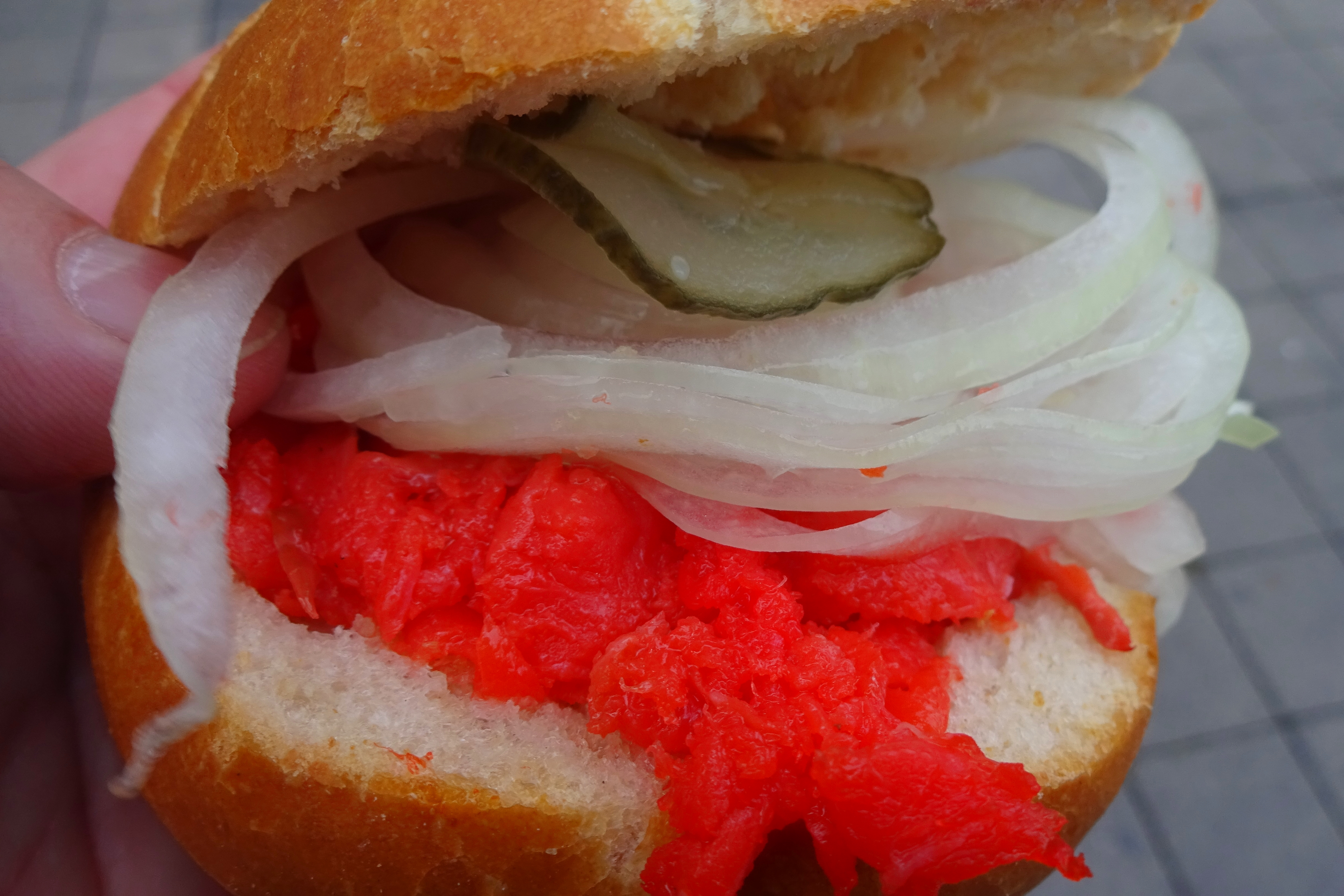
Brötchen mit Lachsersatz (hier mit Zwiebeln und Saure-Gurken-Scheibe)

Lachsersatz ist ein kalt geräuchertes Fischprodukt aus Köhler (Handelsname „Seelachs“) oder Pazifischem Pollack (Handelsname „Alaska-Seelachs“), das durch Färbung ein an Lachs erinnerndes Aussehen hat.

## Geschichte
Das rote Einfärben von Weißfisch wie Köhler oder Pazifischem Pollack als Lachsersatz stammt aus der Nachkriegszeit in Deutschland, als es eine Knappheit bei echtem Lachs gab. Zu dieser Zeit und zu diesem Zweck wurden auch verkaufsfördernde Handelsnamen wie Seelachs und Alaska-Seelachs geprägt, die bis heute Bestand haben.

## Herstellung
Zur Herstellung von Lachsersatz werden die Fische zunächst filetiert, entgrätet und mit Salz gebeizt. Anschließend werden die Filets in dünne Scheiben geschnitten, mit Gelborange S und Cochenillerot A oder Echtem Karmin und färbenden Lebensmitteln (Carotin, Paprikaextrakt) rotorange gefärbt, dann kalt geräuchert oder mit Raucharoma versehen und schließlich in Pflanzenöl und Branntweinessig eingelegt.

## Gesundheitliches
Durch die zugegebenen Farbstoffe können gesundheitliche Schäden entstehen, besonders bei Kindern. Außerdem können allergische Reaktionen ausgelöst werden. Lachsersatz muss auf der Verpackung gekennzeichnet werden.

## Name
In den Handel kommt Lachsersatz z. B. als „Seelachs-Filetblockscheiben“ oder „Seelachsscheiben in Pflanzenöl“. Bei der Herstellung anfallende kleinere Stücke werden in gleicher Weise zubereitet als „Seelachsschnitzel“ angeboten.